# Paracirrhites xanthus
Paracirrhites xanthus är en fiskart som beskrevs av Randall, 1963. Paracirrhites xanthus ingår i släktet Paracirrhites och familjen Cirrhitidae. Inga underarter finns listade i Catalogue of Life.